# Рыбное (заказник)
«Рыбное» (укр. «Рибне») — урочище и лесной заказник местного значения, расположенный на территории Днепровского района Киевского горсовета (Украина). Создан 10 апреля 1978 года. Площадь — 4 га. Землепользователь — Дарницкое лесопарковое хозяйство.

## История
Заказник был создан совместным решением Киевского облсовета и Киевского горсовета № 522/173 от 10 апреля 1978 года.

## Описание
Заказник занимает квадраты 7, 17, 27 Днепровского лесничества в составе Дарницкого лесопаркового хозяйства. Территория заказника представлена тремя раздельными участками (площадями 2, 1 и 1 га). Северный участок заказника расположен непосредственно южнее Броварского проспекта и восточнее Быковнянского кладбища; юго-западный — между озером Лесное (Берёзка) и микрорайоном ДВРЗ; юго-восточный — занимает мелиорированное русло реки Пляховая (ручей Пляховой реки Дарница), что между посёлком Рыбное и ж/д линией. На территории заказника есть несколько заболоченных водоемов, которые ранее использовались для рыборазведения.  Между двумя участками (южными) расположен заказник Пляховая. 
Есть информационные знаки и щит-указатель.
Как добратьсяː 1) юго-восточный участок — до посёлка Рыбное автобус № 154 (от ст. м. Лесная; трижды в день), затем пешком около 0,8 км; 2) северный участок — от ост. Птицефабрика (на Броварском проспекте; все автобусы с ст. м. Лесная в сторону Броваров). Близлежащее метроː   Лесная.

## Природа
Ландшафт представлен группой заболоченных водоёмов и лесным массивом. Лесные насаждения представлены сосной, берёзой. Здесь распространены ландыши. Ранее на заболоченных участках встречались клюква болотная, сабельник болотный, сальвиния плавающая, росянка круглолистная и несколько видов реликтовых мхов.